# الجميمة (درب زبيدة)
الجميمة إحدى منازل درب زبيدة والتي تعود للعصر العباسي كما يسمى الموقع "الجريسي" وتقع في السعودية وتحديداً في منطقة الحدود الشمالية .

## الموقع
تقع الجميمة (الجريسي) وسط فيضة الجميمة التي تبعد حوالي 12 كيلو متر من الشمال الغربي لموقع الجلبابي أو القبيبات وعلى مسافة 2.5 كيلو متر من الطريق المتصل بمدينة رفحاء.

## الوصف
يضم الموقع بركة تسمى بركة الجريسي أو بركة الجميمة، كما يوجد بالموقع أطلال لقصر به صف دكاكين ومبنى آخر. وقد ذكرها وكيع القاضي واصفاً إياها: «وبعد الهيثم بأقل من ميل يمنة الطريق بركة الجريسي وقباب ومسجد وقصر وبئر جاهلية عمياء»، كما وصفها ياقوت الحموي في معجم البلدان بقوله: «الجُرَيسي: موضع بين القاع وزُبالة في طريق مكة على ميلين من الهيثم لقاصد مكة فيه بركة وقصر خراب وبينه وبين زُبالة أحد عشر ميلاً».

## البِرْكة
يوجد بالموقع بركة تُسمى بركة الجميمة بينما الهضاب التي حولها لا زالت تحتفظ بالاسم القديم بركة الجريسي نسبة إلى بني جريس من أسد، حيث كانوا يقطنون تلك المنطقة في القرن الثالث الهجري.
البركة مربعة الشكل قطرها 29.4 سم حسب تقرير المسح الأثري، ولها جداران أحدهما داخلي سمكه 60 سم والآخر خارجي سمكه 90 سم، وتضم بئراً قطره 120 سم يحتوي على ماء بعمق 3 م.

## المؤرخون والرحالة
قام أربعة من الرحالة الغربيين بزيارة موقع الجميمة، منهم السيدة آن بلنت عام 1296 هجري / 1879 م وأشارت إلى بقايا لأطلال منازل قديمة و بئر كبيرة الحجم. أما الرحالة هوبر فقد مر بها عام 1308 هجري / 1891 م و وصف البركة أنها كبيرة وحالتها جيدة بينما شاهدها الكابتن ليتشمان عام 1328 هـ/ 1910 م وكانت حينها مليئة بمياه الأمطار والسيول كما رأى بعض البرك المائية بالقرب من البركة الرئيسية. أما آخر الرحالة الغربيين الذين زارو موقع الجميمة هو الرحالة إلويس موزيل سنة 1333ه/1915 م حيث أثنى على حسن عمارة البركة وصمودها.